# Formel 1-VM 2011
Formel 1-VM 2011 var den 62:a säsongen av FIA:s världsmästerskap i formelbilsracing, Formel 1. Sebastian Vettel säkrade förarmästerskapet efter en tredjeplats i Japans Grand Prix, och blev därmed, med sina 24 år och 98 dagar, den yngste föraren att försvara sin världsmästartitel. Med en första och tredjeplats i Koreas Grand Prix säkrade Red Bull-Renault även sitt andra raka konstruktörsmästerskap.
Vettel tog sin femtonde pole position efter kvalet till Brasiliens Grand Prix, och slog därmed Nigel Mansells rekord på fjorton pole positions under en säsong som Mansell hade haft sedan 1992. Vettel hade dock nitton tävlingar på sig, medan Mansell bara hade sexton.

## Nyheter

### Banor
- Indiens Grand Prix på Buddh International Circuit tillkom i tävlingskalendern.
- Bahrains Grand Prix var planerad som den första tävlingen för säsongen, men den ställdes in på grund av oroligheter i landet.[2]

### Stall
Följande stall, förutom de som deltog 2010, hoppades kunna tävla i Formel 1 2011:
- ART Grand Prix[3]
- Durango Automotive SRL[4]
- Epsilon Euskadi[5]
- US F1 Team[6]
- Cypher Group[7]
- Villeneuve Racing[8]

Ingen av dem lyckades, då det bestämdes att endast tolv team skulle få delta.

### Däckleverantör
Bridgestone drog sig ur som däckleverantör i Formel 1 till 2011, och ersattes av Pirelli. Även Cooper Avon och Michelin var tidigare intresserade.

## Grand Prix-kalender
| Datum        | Grand Prix                 | Bana                                 | Pole Position                             | Snabbaste varv                            | Segrare - förare                          | Segrare - konstruktör                     | Rapport |
| ------------ | -------------------------- | ------------------------------------ | ----------------------------------------- | ----------------------------------------- | ----------------------------------------- | ----------------------------------------- | ------- |
| 13 mars      | Bahrains Grand Prix        | Bahrain International Circuit        | inställd på grund av oroligheter i landet | inställd på grund av oroligheter i landet | inställd på grund av oroligheter i landet | inställd på grund av oroligheter i landet | *       |
| 27 mars      | Australiens Grand Prix     | Albert Park Circuit                  | Sebastian Vettel                          | Felipe Massa                              | Sebastian Vettel                          | Red Bull Racing-Renault                   | *       |
| 10 april     | Malaysias Grand Prix       | Sepang International Circuit         | Sebastian Vettel                          | Mark Webber                               | Sebastian Vettel                          | Red Bull Racing-Renault                   | *       |
| 17 april     | Kinas Grand Prix           | Shanghai International Circuit       | Sebastian Vettel                          | Mark Webber                               | Lewis Hamilton                            | McLaren-Mercedes                          | *       |
| 8 maj        | Turkiets Grand Prix        | Istanbul Park                        | Sebastian Vettel                          | Mark Webber                               | Sebastian Vettel                          | Red Bull Racing-Renault                   | *       |
| 22 maj       | Spaniens Grand Prix        | Circuit de Catalunya                 | Mark Webber                               | Lewis Hamilton                            | Sebastian Vettel                          | Red Bull Racing-Renault                   | *       |
| 29 maj       | Monacos Grand Prix         | Circuit de Monaco                    | Sebastian Vettel                          | Mark Webber                               | Sebastian Vettel                          | Red Bull Racing-Renault                   | *       |
| 12 juni      | Kanadas Grand Prix         | Circuit Gilles Villeneuve            | Sebastian Vettel                          | Jenson Button                             | Jenson Button                             | McLaren-Mercedes                          | *       |
| 26 juni      | Europas Grand Prix         | Valencia Street Circuit              | Sebastian Vettel                          | Sebastian Vettel                          | Sebastian Vettel                          | Red Bull Racing-Renault                   | *       |
| 10 juli      | Storbritanniens Grand Prix | Silverstone Circuit                  | Mark Webber                               | Fernando Alonso                           | Fernando Alonso                           | Ferrari                                   | *       |
| 24 juli      | Tysklands Grand Prix       | Nürburgring                          | Mark Webber                               | Lewis Hamilton                            | Lewis Hamilton                            | McLaren-Mercedes                          | *       |
| 31 juli      | Ungerns Grand Prix         | Hungaroring                          | Sebastian Vettel                          | Felipe Massa                              | Jenson Button                             | McLaren-Mercedes                          | *       |
| 28 augusti   | Belgiens Grand Prix        | Circuit de Spa-Francorchamps         | Sebastian Vettel                          | Mark Webber                               | Sebastian Vettel                          | Red Bull Racing-Renault                   | *       |
| 11 september | Italiens Grand Prix        | Autodromo Nazionale Monza            | Sebastian Vettel                          | Lewis Hamilton                            | Sebastian Vettel                          | Red Bull Racing-Renault                   | *       |
| 25 september | Singapores Grand Prix      | Marina Bay Street Circuit (Nattlopp) | Sebastian Vettel                          | Jenson Button                             | Sebastian Vettel                          | Red Bull Racing-Renault                   | *       |
| 9 oktober    | Japans Grand Prix          | Suzuka Circuit                       | Sebastian Vettel                          | Jenson Button                             | Jenson Button                             | McLaren-Mercedes                          | *       |
| 16 oktober   | Koreas Grand Prix          | Korean International Circuit         | Lewis Hamilton                            | Sebastian Vettel                          | Sebastian Vettel                          | Red Bull Racing-Renault                   | *       |
| 30 oktober   | Indiens Grand Prix         | Buddh International Circuit          | Sebastian Vettel                          | Sebastian Vettel                          | Sebastian Vettel                          | Red Bull Racing-Renault                   | *       |
| 13 november  | Abu Dhabis Grand Prix      | Yas Marina Circuit                   | Sebastian Vettel                          | Mark Webber                               | Lewis Hamilton                            | McLaren-Mercedes                          | *       |
| 27 november  | Brasiliens Grand Prix      | Autodromo José Carlos Pace           | Sebastian Vettel                          | Mark Webber                               | Mark Webber                               | Red Bull Racing-Renault                   | *       |

## Stall och förare
| Stall                                      | Chassi      | Motor             | #  | Förare             | Tävlingar      | Test-/reservförare                                                             |
| ------------------------------------------ | ----------- | ----------------- | -- | ------------------ | -------------- | ------------------------------------------------------------------------------ |
| Red Bull Racing                            | RB7         | Renault RS27-2011 | 1  | Sebastian Vettel   | Alla           | Daniel Ricciardo Tom Cruise                                                    |
| Red Bull Racing                            | RB7         | Renault RS27-2011 | 2  | Mark Webber        | Alla           | Daniel Ricciardo Tom Cruise                                                    |
| Vodafone McLaren Mercedes                  | MP4-26      | Mercedes FO 108Y  | 3  | Lewis Hamilton     | Alla           | Gary Paffett Pedro de la Rosa                                                  |
| Vodafone McLaren Mercedes                  | MP4-26      | Mercedes FO 108Y  | 4  | Jenson Button      | Alla           | Gary Paffett Pedro de la Rosa                                                  |
| Scuderia Ferrari Marlboro Scuderia Ferrari | 150° Italia | Ferrari 056       | 5  | Fernando Alonso    | Alla           | Jules Bianchi                                                                  |
| Scuderia Ferrari Marlboro Scuderia Ferrari | 150° Italia | Ferrari 056       | 6  | Felipe Massa       | Alla           | Jules Bianchi                                                                  |
| Mercedes GP Petronas Formula One Team      | MGP W02     | Mercedes FO 108Y  | 7  | Michael Schumacher | Alla           | Anthony Davidson                                                               |
| Mercedes GP Petronas Formula One Team      | MGP W02     | Mercedes FO 108Y  | 8  | Nico Rosberg       | Alla           | Anthony Davidson                                                               |
| Lotus Renault GP                           | R31         | Renault RS27-2011 | 9  | Nick Heidfeld*     | 1 → 11         | Fairuz Fauzy Romain Grosjean Bruno Senna Ho-Pin Tung Jan Charouz Robert Kubica |
| Lotus Renault GP                           | R31         | Renault RS27-2011 | 9  | Bruno Senna        | 12 → 19        | Fairuz Fauzy Romain Grosjean Bruno Senna Ho-Pin Tung Jan Charouz Robert Kubica |
| Lotus Renault GP                           | R31         | Renault RS27-2011 | 10 | Vitalij Petrov     | Alla           | Fairuz Fauzy Romain Grosjean Bruno Senna Ho-Pin Tung Jan Charouz Robert Kubica |
| AT&T Williams                              | FW33        | Cosworth CA2011   | 11 | Rubens Barrichello | Alla           | Valtteri Bottas                                                                |
| AT&T Williams                              | FW33        | Cosworth CA2011   | 12 | Pastor Maldonado   | Alla           | Valtteri Bottas                                                                |
| Force India F1 Team                        | JVM04       | Mercedes FO 108Y  | 14 | Adrian Sutil       | Alla           | Nico Hülkenberg                                                                |
| Force India F1 Team                        | JVM04       | Mercedes FO 108Y  | 15 | Paul di Resta      | Alla           | Nico Hülkenberg                                                                |
| BMW Sauber F1 Team                         | C30         | Ferrari 056       | 16 | Kamui Kobayashi    | Alla           | Esteban Gutiérrez                                                              |
| BMW Sauber F1 Team                         | C30         | Ferrari 056       | 17 | Sergio Pérez       | 1 → 6, 8 → 19  | Esteban Gutiérrez                                                              |
| BMW Sauber F1 Team                         | C30         | Ferrari 056       | 17 | Pedro de la Rosa   | 7              | Esteban Gutiérrez                                                              |
| Scuderia Toro Rosso                        | STR6        | Ferrari 056       | 18 | Sébastien Buemi    | Alla           | Daniel Ricciardo Jean-Éric-Vergne                                              |
| Scuderia Toro Rosso                        | STR6        | Ferrari 056       | 19 | Jaime Alguersuari  | Alla           | Daniel Ricciardo Jean-Éric-Vergne                                              |
| Team Lotus                                 | T128        | Renault RS27-2011 | 20 | Jarno Trulli       | 1 → 9, 11 → 19 | Davide Valsecchi Luiz Razia Ricardo Teixeira Karun Chandhok                    |
| Team Lotus                                 | T128        | Renault RS27-2011 | 20 | Karun Chandhok     | 10             | Davide Valsecchi Luiz Razia Ricardo Teixeira Karun Chandhok                    |
| Team Lotus                                 | T128        | Renault RS27-2011 | 21 | Heikki Kovalainen  | Alla           | Davide Valsecchi Luiz Razia Ricardo Teixeira Karun Chandhok                    |
| Hispania Racing F1 Team HRT F1 Team        | F111        | Cosworth CA2011   | 22 | Narain Karthikeyan | 1 → 8          | Giorgio Mondini                                                                |
| Hispania Racing F1 Team HRT F1 Team        | F111        | Cosworth CA2011   | 22 | Daniel Ricciardo   | 9 → 19         | Giorgio Mondini                                                                |
| Hispania Racing F1 Team HRT F1 Team        | F111        | Cosworth CA2011   | 23 | Vitantonio Liuzzi  | Alla           | Giorgio Mondini                                                                |
| Marussia Virgin Racing                     | MVR-02      | Cosworth CA2011   | 24 | Timo Glock         | Alla           | Sakon Yamamoto Robert Wickens Adrian Quaife-Hobbs                              |
| Marussia Virgin Racing                     | MVR-02      | Cosworth CA2011   | 25 | Jérôme d'Ambrosio  | Alla           | Sakon Yamamoto Robert Wickens Adrian Quaife-Hobbs                              |

* Robert Kubica var bekräftad för Lotus Renault GP, men efter att ha dragit på sig allvarliga skador efter en krasch i en rallytävling, blev han ersatt av Nick Heidfeld.

## Slutställningar

### Förarmästerskapet
| Förare             | Pl. | AUS · | MAS · | CHN · | TUR · | ESP · | MON · | CAN · | EUR · | GBR · | GER · | HUN · | BEL · | ITA · | SIN · | JPN · | KOR · | IND · | ABU · | BRA · | Poäng |
| ------------------ | --- | ----- | ----- | ----- | ----- | ----- | ----- | ----- | ----- | ----- | ----- | ----- | ----- | ----- | ----- | ----- | ----- | ----- | ----- | ----- | ----- |
| Sebastian Vettel   | 1   | 1     | 1     | 2     | 1     | 1     | 1     | 2     | 1     | 2     | 4     | 2     | 1     | 1     | 1     | 3     | 1     | 1     | Ret   | 2     | 392   |
| Jenson Button      | 2   | 6     | 2     | 4     | 6     | 3     | 3     | 1     | 6     | Ret   | Ret   | 1     | 3     | 2     | 2     | 1     | 4     | 2     | 3     | 3     | 270   |
| Mark Webber        | 3   | 5     | 4     | 3     | 2     | 4     | 4     | 3     | 3     | 3     | 3     | 5     | 2     | Ret   | 3     | 4     | 3     | 4     | 4     | 1     | 258   |
| Fernando Alonso    | 4   | 4     | 6     | 7     | 3     | 5     | 2     | Ret   | 2     | 1     | 2     | 3     | 4     | 3     | 4     | 2     | 5     | 3     | 2     | 4     | 257   |
| Lewis Hamilton     | 5   | 2     | 8     | 1     | 4     | 2     | 6     | Ret   | 4     | 4     | 1     | 4     | Ret   | 4     | 5     | 5     | 2     | 7     | 1     | Ret   | 227   |
| Felipe Massa       | 6   | 7     | 5     | 6     | 11    | Ret   | Ret   | 6     | 5     | 5     | 5     | 6     | 8     | 6     | 9     | 7     | 6     | Ret   | 5     | 5     | 118   |
| Nico Rosberg       | 7   | Ret   | 12    | 5     | 5     | 7     | 11    | 11    | 7     | 6     | 7     | 9     | 6     | Ret   | 7     | 10    | 8     | 6     | 6     | 7     | 89    |
| Michael Schumacher | 8   | Ret   | 9     | 8     | 12    | 6     | Ret   | 4     | 17    | 9     | 8     | Ret   | 5     | 5     | Ret   | 6     | Ret   | 5     | 7     | 15    | 76    |
| Adrian Sutil       | 9   | 9     | 11    | 15    | 13    | 13    | 7     | Ret   | 9     | 11    | 6     | 14    | 7     | Ret   | 8     | 11    | 11    | 9     | 8     | 6     | 42    |
| Vitalij Petrov     | 10  | 3     | 17†   | 9     | 8     | 11    | Ret   | 5     | 15    | 12    | 10    | 12    | 9     | Ret   | 17    | 9     | Ret   | 11    | 13    | 10    | 37    |
| Nick Heidfeld      | 11  | 12    | 3     | 12    | 7     | 8     | 8     | Ret   | 10    | 8     | Ret   | Ret   |       |       |       |       |       |       |       |       | 34    |
| Kamui Kobayashi    | 12  | DSQ   | 7     | 10    | 10    | 10    | 5     | 7     | 16    | Ret   | 9     | 11    | 12    | Ret   | 14    | 13    | 15    | Ret   | 10    | 9     | 30    |
| Paul di Resta      | 13  | 10    | 10    | 11    | Ret   | 12    | 12    | 18†   | 14    | 15    | 13    | 7     | 11    | 8     | 6     | 12    | 10    | 13    | 9     | 8     | 27    |
| Jaime Alguersuari  | 14  | 11    | 14    | Ret   | 16    | 16    | Ret   | 8     | 8     | 10    | 12    | 10    | Ret   | 7     | 21†   | 15    | 7     | 8     | 15    | 11    | 26    |
| Sébastien Buemi    | 15  | 8     | 13    | 14    | 9     | 14    | 10    | 10    | 13    | Ret   | 15    | 8     | Ret   | 10    | 12    | Ret   | 9     | Ret   | Ret   | 12    | 15    |
| Sergio Pérez       | 16  | DSQ   | Ret   | 17    | 14    | 9     | DNS   | PO    | 11    | 7     | 11    | 15    | Ret   | Ret   | 10    | 8     | 16    | 10    | 11    | 13    | 14    |
| Rubens Barrichello | 17  | Ret   | Ret   | 13    | 15    | 17    | 9     | 9     | 12    | 13    | Ret   | 13    | 16    | 12    | 13    | 17    | 12    | 15    | 12    | 14    | 4     |
| Bruno Senna        | 18  |       |       |       |       |       |       |       |       |       |       |       | 13    | 9     | 15    | 16    | 13    | 12    | 16    | 17    | 2     |
| Pastor Maldonado   | 19  | Ret   | Ret   | 18    | 17    | 15    | 18†   | Ret   | 18    | 14    | 14    | 16    | 10    | 11    | 11    | 14    | Ret   | Ret   | 14    | Ret   | 1     |
| Pedro de la Rosa   | 20  |       |       |       |       |       |       | 12    |       |       |       |       |       |       |       |       |       |       |       |       | 0     |
| Jarno Trulli       | 21  | 13    | Ret   | 19    | 18    | 18    | 13    | 16    | 20    | Ret   |       | Ret   | 14    | 14    | Ret   | 19    | 17    | 19    | 18    | 18    | 0     |
| Heikki Kovalainen  | 22  | Ret   | 15    | 16    | 19    | Ret   | 14    | Ret   | 19    | Ret   | 16    | Ret   | 15    | 13    | 16    | 18    | 14    | 14    | 17    | 16    | 0     |
| Vitantonio Liuzzi  | 23  | DNQ   | Ret   | 22    | 22    | Ret   | 16    | 13    | 23    | 18    | Ret   | 20    | 19    | Ret   | 20    | 23    | 21    |       | 20    | Ret   | 0     |
| Jérôme d'Ambrosio  | 24  | 14    | Ret   | 20    | 20    | 20    | 15    | 14    | 22    | 17    | 18    | 19    | 17    | Ret   | 18    | 21    | 20    | 16    | Ret   | 19    | 0     |
| Timo Glock         | 25  | NC    | 16    | 21    | DNS   | 19    | Ret   | 15    | 21    | 16    | 17    | 17    | 18    | 15    | Ret   | 20    | 18    | Ret   | 19    | Ret   | 0     |
| Narain Karthikeyan | 26  | DNQ   | Ret   | 23    | 21    | 21    | 17    | 17    | 24    |       |       |       |       |       |       |       |       | 17    |       |       | 0     |
| Daniel Ricciardo   | 27  |       |       |       |       |       |       |       |       | 19    | 19    | 18    | Ret   | NC    | 19    | 22    | 19    | 18    | Ret   | 20    | 0     |
| Karun Chandhok     | 28  |       |       |       |       |       |       |       |       |       | 20    |       |       |       |       |       |       |       |       |       | 0     |

† Föraren gick inte i mål, men blev klassificerad för att ha kört över 90 procent av race-distansen.

### Konstruktörsmästerskapet
| Pl. | Förare               | Bil nr. | AUS | MAL | CHN | TUR | ESP | MON | CAN | EUR | GBR | GER | HUN | BEL | ITA | SIN | JPN | KOR | IND | ABU | BRA | Png |
| --- | -------------------- | ------- | --- | --- | --- | --- | --- | --- | --- | --- | --- | --- | --- | --- | --- | --- | --- | --- | --- | --- | --- | --- |
| 1   | Red Bull-Renault     | 1       | 1   | 1   | 2   | 1   | 1   | 1   | 2   | 1   | 2   | 4   | 2   | 1   | 1   | 1   | 3   | 1   | 1   | Ret | 2   | 650 |
| 1   | Red Bull-Renault     | 2       | 5   | 4   | 3   | 2   | 4   | 4   | 3   | 3   | 3   | 3   | 5   | 2   | Ret | 3   | 4   | 3   | 4   | 4   | 1   | 650 |
| 2   | McLaren-Mercedes     | 3       | 2   | 8   | 1   | 4   | 2   | 6   | Ret | 4   | 4   | 1   | 4   | Ret | 4   | 5   | 5   | 2   | 7   | 1   | Ret | 497 |
| 2   | McLaren-Mercedes     | 4       | 6   | 2   | 4   | 6   | 3   | 3   | 1   | 6   | Ret | Ret | 1   | 3   | 2   | 2   | 1   | 4   | 2   | 3   | 3   | 497 |
| 3   | Ferrari              | 5       | 4   | 6   | 7   | 3   | 5   | 2   | Ret | 2   | 1   | 2   | 3   | 4   | 3   | 4   | 2   | 5   | 3   | 2   | 4   | 375 |
| 3   | Ferrari              | 6       | 7   | 5   | 6   | 11  | Ret | Ret | 6   | 5   | 5   | 5   | 6   | 8   | 6   | 9   | 7   | 6   | Ret | 5   | 5   | 375 |
| 4   | Mercedes             | 7       | Ret | 9   | 8   | 12  | 6   | Ret | 4   | 17  | 9   | 8   | Ret | 5   | 5   | Ret | 6   | Ret | 5   | 7   | 15  | 165 |
| 4   | Mercedes             | 8       | Ret | 12  | 5   | 5   | 7   | 11  | 11  | 7   | 6   | 7   | 9   | 6   | Ret | 7   | 10  | 8   | 6   | 6   | 7   | 165 |
| 5   | Renault              | 9       | 12  | 3   | 12  | 7   | 8   | 8   | Ret | 10  | 8   | Ret | Ret | 13  | 9   | 15  | 16  | 13  | 12  | 16  | 17  | 73  |
| 5   | Renault              | 10      | 3   | 17* | 9   | 8   | 11  | Ret | 5   | 15  | 12  | 10  | 12  | 9   | Ret | 17  | 9   | Ret | 11  | 13  | 10  | 73  |
| 6   | Force India-Mercedes | 14      | 9   | 11  | 15  | 13  | 13  | 7   | Ret | 9   | 11  | 6   | 14  | 7   | Ret | 8   | 11  | 11  | 9   | 8   | 6   | 69  |
| 6   | Force India-Mercedes | 15      | 10  | 10  | 11  | Ret | 12  | 12  | 18* | 14  | 15  | 13  | 7   | 11  | 8   | 6   | 12  | 10  | 13  | 9   | 8   | 69  |
| 7   | Sauber-Ferrari       | 16      | DSQ | 7   | 10  | 10  | 10  | 5   | 7   | 16  | Ret | 9   | 11  | 12  | Ret | 14  | 13  | 15  | Ret | 10  | 9   | 44  |
| 7   | Sauber-Ferrari       | 17      | DSQ | Ret | 17  | 14  | 9   | DNS | 12  | 11  | 7   | 11  | 15  | Ret | Ret | 10  | 8   | 16  | 10  | 11  | 13  | 44  |
| 8   | Toro Rosso-Ferrari   | 18      | 8   | 13  | 14  | 9   | 14  | 10  | 10  | 13  | Ret | 15  | 8   | Ret | 10  | 12  | Ret | 9   | Ret | Ret | 12  | 41  |
| 8   | Toro Rosso-Ferrari   | 19      | 11  | 14  | Ret | 16  | 16  | Ret | 8   | 8   | 10  | 12  | 10  | Ret | 7   | 21* | 15  | 7   | 8   | 15  | 11  | 41  |
| 9   | Williams-Cosworth    | 11      | Ret | Ret | 13  | 15  | 17  | 9   | 9   | 12  | 13  | Ret | 13  | 16  | 12  | 13  | 17  | 12  | 15  | 12  | 14  | 5   |
| 9   | Williams-Cosworth    | 12      | Ret | Ret | 18  | 17  | 15  | 18* | Ret | 18  | 14  | 14  | 16  | 10  | 11  | 11  | 14  | Ret | Ret | 14  | Ret | 5   |
| 10  | Lotus-Renault        | 20      | Ret | 15  | 16  | 19  | Ret | 14  | Ret | 19  | Ret | 16  | Ret | 15  | 13  | 16  | 18  | 14  | 14  | 17  | 16  | 0   |
| 10  | Lotus-Renault        | 21      | 13  | Ret | 19  | 18  | 18  | 13  | 16  | 20  | Ret | 20  | Ret | 14  | 14  | Ret | 19  | 17  | 19  | 18  | 18  | 0   |
| 11  | HRT-Cosworth         | 22      | DNQ | Ret | 23  | 21  | 21  | 17  | 17  | 24  | 19  | 19  | 18  | Ret | NC  | 19  | 22  | 19  | 17  | Ret | 20  | 0   |
| 11  | HRT-Cosworth         | 23      | DNQ | Ret | 22  | 22  | Ret | 16  | 13  | 23  | 18  | Ret | 20  | 19  | Ret | 20  | 23  | 21  | 18  | 20  | Ret | 0   |
| 12  | Virgin-Cosworth      | 24      | NC  | 16  | 21  | DNS | 19  | Ret | 15  | 21  | 16  | 17  | 17  | 18  | 15  | Ret | 20  | 18  | Ret | 19  | Ret | 0   |
| 12  | Virgin-Cosworth      | 25      | 14  | Ret | 20  | 20  | 20  | 15  | 14  | 22  | 17  | 18  | 19  | 17  | Ret | 18  | 21  | 20  | 16  | Ret | 19  | 0   |
| Pl. | Förare               | Bil nr. | AUS | MAL | CHN | TUR | ESP | MON | CAN | EUR | GBR | GER | HUN | BEL | ITA | SIN | JPN | KOR | IND | ABU | BRA | Png |

| Färg   | Tecken                 | Betydelse              |
| ------ | ---------------------- | ---------------------- |
| Guld   | 1                      | Segrare                |
| Silver | 2                      | Tvåa                   |
| Brons  | 3                      | Trea                   |
| Grön   | Placering (med poäng)  | Placering (med poäng)  |
| Blå    | Placering (utan poäng) | Placering (utan poäng) |
| Blå    | NC                     | Ej klassificerad       |
| Lila   | DNF                    | Avslutade ej           |
| Lila   | RET                    | Avbröt tävlingen       |
| Röd    | DNQ                    | Ej kvalificerad        |
| Röd    | DNPQ                   | Ej för-kvalificerad    |
| Röd    | DNA                    | Icke närvarande        |
| Svart  | DSQ                    | Diskvalificerad        |
| Vit    | DNS                    | Startade ej            |
| Vit    | WD                     | Drog sig ur            |
| Vit    | C                      | Racet inställt         |
| Blank  | DE                     | Deltog ej              |
| Blank  | EX                     | Utesluten              |

* Föraren gick inte i mål, men blev klassificerad för att ha kört över 90 procent av racedistansen.